# Jonathan de Guzmán
Jonathan Alexander de Guzmán (Toronto, 13 de setembro de 1987) é um futebolista canadense naturalizado neerlandês que atua como volante. Defende atualmente o Sparta Rotterdam.

## Carreira

### Clubes
Jogador canadense, descendente de imigrantes vindos da Jamaica e das Filipinas, começou jogando aos doze anos de idade nas categorias de base do Feyenoord. Ele assinou seu primeiro contrato profissional aos dezoito anos. 
Foi contratado pelo Villarreal em 31 de agosto de 2011. Porém em virtude do rebaixamento do clube espanhol, acertou com o Swansea para a temporada 2012-2013.
Em 20 de agosto de 2014 foi contratado pelo Napoli por quatro temporadas. Após ser emprestado ao Carpi, foi novamente emprestado ao Chievo em agosto de 2016.

## Seleção Neerlandesa
Estreou pela Seleção Neerlandesa principal em 6 de fevereiro de 2013 em partida amistosa contra a Itália.

## Vida pessoal
É irmão mais novo do jogador Julián de Guzmán.

## Títulos
Feyenoord
- Copa dos Países Baixos: 2007–08

Swansea City
- Copa da Liga Inglesa: 2012–13

Napoli
- Supercopa da Itália: 2014

Eintracht Frankfurt
- Copa da Alemanha: 2017–18